# Yelena Fírsova
Yelena Olégovna Fírsova Еле́на Оле́говна Фи́рсова (21 de marzo de 1950) es una compositora rusa.

## Biografía
Nace en San Petersburgo (entonces llamada Leningrado) dentro de una familia de científicos, cuyo padre era el físico teórico Oleg Fírsov. Empezó a componer música a los 12 años, y con 16 se traslada a Moscú para estudiarla. En 1970, se matricula en el Conservatorio de Moscú y allí tendrá maestros como Aleksandr Pirúmov, Edison Denísov o Yuri Jolópov.
Fírsova realiza distintas composiciones, desde óperas a piezas para un solo instrumento, pasando por música de cámara, coral u orquestal. La primera vez que su música es interpretada se produce en 1979, y en 1984, Fírsova recibe de la BBC su primer encargo internacional. 
En 1991, ella y su familia se trasladan a Londres, componiendo música de encargo y dando clases de música en distintos centros ingleses de prestigio, como la Universidad de Cambridge. Desde 1993 hasta 1998, ella y su marido Dmitri Smirnov son profesores adjuntos del departamento de música de la Universidad de Keele. En 1998, toda la familia reciben la nacionalidad británica.

## Composiciones musicales
Yelena Fírsova se encuentra muy influenciada por el lenguaje que emplean los poetas rusos, siendo estos poemarios fuentes de inspiración, y compone piezas basadas en autores como Aleksandr Pushkin, Marina Tsvetáyeva, Borís Pasternak, Oleg Prokófiev y, sobre todo, Osip Mandelstam.
- Suite para viola sola, Op. 2 (1967)
- A Feast in Time of Plague, ópera de cámara basada en Aleksandr Pushkin (1973)
- Concierto para violoncello y orquesta No.1 (1973)
- Petrarch’s Sonnets (traducido por Osip Mandelstam) para voz y conjunto instrumental(1976)
- Concierto de cámara n.º 1 para flauta y cuerda (1978)
- The Night para voz y cuarteto de saxofones (Borís Pasternak, 1978)
- Tristia, cantata para voz y orquesta de cámara (Mandelstam, 1979)
- Three Poems of Osip Mandelstam, para voz y piano (1980)
- Misterioso (Cuarteto de cuerda n.º 3, 1980)
- Shakespeare’s Sonnets para voz y órgano (o cuarteto de saxofones, 1981)
- Concierto de cámara n.º 2 (Concierto para violoncello y orquesta n.º 2, 1982)
- The Stone, cantata para voz y orquesta (Mandelstam, 1983)
- Concierto para violín y orquesta n.º 2 (1983)
- Earthly Life, cantata de cámara para soprano y conjunto instrumental (Mandelstam, 1984)
- Concierto de cámara No.3 (concierto para piano y orquesta n.º 1, 1985)
- Music for 12 para conjunto instrumental (1986)
- Forest walks, cantata para soprano y conjunto instrumental (Mandelstam, 1987)
- Concierto de cámara n.º 4 para corno y conjunto instrumental (1987)
- Augury para coro y orquesta (William Blake 1988)
- Cuarteto de cuerda No. 4 (Cuarteto de cuerda n.º 4, 1989)
- Nostalgia para orquesta (1989)
- Stygian Song para soprano y conjunto de cámara (Mandelstam, 1989)
- Odyssey para 7 solistas (1990)
- The Nightingale and the Rose, ópera de cámara (Oscar Wilde/Christina Rossetti, 1991)
- Seashell para soprano y conjunto instrumental (Mandelstam, 1991)
- Whirlpool para voz, flauta y percusión (Mandelstam, 1991)
- Silentium para voz y cuarteto de cuerda (Mandelstam, 1991)
- Secret Way para voz y orquesta (Mandelstam, 1992)
- Distance para voz, clarinete y cuarteto de cuerda (Marina Tsvetáyeva, 1992)
- Lagrimoso, (Cuarteto de cuerda n.º 5, 1992)
- Cassandra, para orquesta (1992)
- Insomnia, para 4 cantantes (Pushkin, 1993)
- Before the Thunderstorm, cantata para soprano y conjunto instrumental (Mandelstam, 1994)
- Cuarteto de cuerda n.º 6 (1994)
- Compassione (Cuarteto de cuerda n.º 7, 1995)
- The Stone Guest (Cuarteto de cuerda n.º 8, 1995)
- No, it is not a Migraine para barítono y piano (Mandelstam, 1995)
- Concierto de cámara n.º 5 (Concierto para violoncello y orquesta n.º 3, 1996)
- The Door is Closed (Cuarteto de cuerda n.º 9, 1996)
- Concierto de cámara n.º 6 (Concierto para piano y orquesta n.º 2, 1996)
- The River of Time para coro y orquesta de cámara, en memoria de Edison Denísov (Gavrila Derzhavin, 1997)
- La malinconia (cuarteto de cuerda) (Cuarteto de cuerda n.º 10, 1998)
- Captivity para orquesta de viento (1998)
- Leaving para orquesta de cuerda (1998)
- The Scent of Absence para bajo, flauta y arpa (Oleg Prokófiev, 1998)
- Das erste ist vergangen (Christushymnus 2000) (The Former Things are Passed Away) para soprano, bajo, coro mixto y orquesta de cámara (Franz Kafka, Bible, etc., 1999)
- Requiem para soprano, coro y orquesta (Anna Ajmátova, 2001)
- Winter Songs para soprano y violoncello (Mandelstam, 2003)
- The Garden of Dreams (Homenaje a Dmitri Shostakóvich) para orquesta (2004)
- Farewell (Cuarteto de cuerda No.12, 2005)
- Black Bells para piano y conjunto instrumental (2005)
- For Slava" para violoncello solo (2007)
- Purgatorio (Cuarteto de cuerda No.11, completada en 2008)